# Fanny Hill (téléfilm, 2007)
Pour les articles homonymes, voir Hill.
Fanny Hill est un téléfilm dramatique britannique en deux parties réalisé par James Hawes (en) sous un scénario de Andrew Davies d'après le roman érotique Les Mémoires de Fanny Hill, femme de plaisir de l’écrivain anglais John Cleland. Avec Rebecca Night (en) dans le rôle-titre.
Ceci a été diffusé pour la première fois au Royaume-Uni, le 24 octobre 2007 sur BBC Four, et en France, le 13 décembre 2008 sur CinéCinéma Premier.

## Résumé
Dans l'Angleterre du XVIIIe siècle, Fanny Hill, une jeune femme orpheline originaire du Lancashire, accepte la proposition de son amie Esther Davies de la rejoindre à Londres. Celle-ci travaille dans la maison close de madame Brown, qui engage aussitôt Fanny. Lors de sa première nuit à Londres, la jeune femme, qui pense avoir été embauchée en tant que servante, en apprend un peu plus sur ce qu'on attend d'elle. Phoebe, qui partage sa chambre, lui révèle la nature exacte de leurs activités. Le lendemain, Fanny est confrontée à son premier client, monsieur Crofts...

## Distribution
- Rebecca Night : Fanny Hill
- Alex Robertson : Charles Standing
- Alison Steadman : Madame Brown
- Hugo Speer : Monsieur H
- Samantha Bond : Madame Coles
- Joanna Miller : Emma
- Richard Riddell : William
- Philip Jackson : Monsieur Crofts
- Carli Norris : Phoebe
- Emma Stansfield : Esther Davies
- Rufus Wright : Monsieur Norbert

## Autres adaptations
- Fanny Hill (en), (1964), de Russ Meyer.
- Fanny Hill, (1968), de Mac Ahlberg.
- Fanny Hill, (1983), de Gerry O'Hara.
- Paprika, (1991), de Tinto Brass.
- Fanny Hill (1995), de Valentine Palmer.

## Anecdotes
- Andrew Davies est un scénariste reconnu pour de nombreux téléfilms et notamment des films comme Le Journal de Bridget Jones et Bridget Jones : L'Âge de raison
- Ce téléfilm a été nommé par BAFTA pour les costumes réalisés par Lucinda Wright.